# Сен, Сушмита
Сушмита Сен (англ. Sushmita Sen, бенг. সুস্মিতা সেন; род. 19 ноября 1975 года) — индийская модель и актриса Болливуда. Победительница конкурса Мисс Вселенная 1994 года и первая индианка, получившая данный титул. Лауреат кинематографической премии Filmfare Award за лучшую женскую роль второго плана 2000 года.

## Биография
Родилась 19 ноября 1975 года в Хайдерабаде, столице штата Андхра-Прадеш в семье офицера военно-воздушных сил. Отец Шубир Сен — подполковник авиации в отставке, мать Субхра Сен — дизайнер ювелирных изделий. Родной язык Сушмиты — бенгальский. В семье девочку называли уменьшительным именем Титу или Суш. У неё есть брат — Раджив Сен и сестра Нилам Сен, которая замужем за консулом Науманом Маликом.
Сушмита училась в школе Air Force Golden Jubilee Institute в Дели, изучала английский язык и планировала карьеру журналиста. В 1994, в возрасте девятнадцати лет, она выиграла на конкурсе «Мисс Индия», победив Айшварию Рай, которая была фавориткой и, как ожидалось, должна была получить титул самой красивой девушки Индии. Приняв участие в конкурсе и выиграв его, Сушмита отправилась на конкурс «Мисс Вселенная» и первая за всю историю Индии победила.
Вернувшись в Индию, Сушмита приняла приглашения на съемки в кино и в 1999 году получила Filmfare Award за лучшую женскую роль второго плана.

### Личная жизнь
Несколько лет, начиная с 1996 года, встречалась с известным кинорежиссёром Викрамом Бхаттом и послужила причиной его развода с женой.
На данный момент актриса продолжает сниматься и воспитывает двух приемных дочерей. В 2000 году она удочерила маленькую девочку и назвала её Рене (от французского Renaissance). Сушмита говорит о том, что после того, как она удочерила Рене — сильно изменилась, стала более приземленной, ответственной, «вообще говоря, дети добавляют увесистую долю ответственности». В 2010 году Сушмита Сен удочерила вторую девочку, которую назвала Алиса (Alisah).
В отличие от Рене, Алиса более походит на мою маму. Алиса была первым ребёнком, которого мне показали, она сразу протянула ко мне свои ручки, прижалась ко мне так, словно так всегда и было. Я полагаю, что усыновление детей — есть более продуманный поступок, нежели рождение, ну, вы понимаете, ребёнок все равно родится, независимо от того, готов ли ты к этому или нет. В случае с усыновлением (удочерением) у вас есть возможность осознать и подготовиться.Сушмита Сен

## Фильмография
| Год  |   | Русское название           | Оригинальное название                | Роль                     |
| ---- | - | -------------------------- | ------------------------------------ | ------------------------ |
| 1996 | ф | Безумная любовь            | Dastak                               | Сушмита Сен              |
| 1997 | ф |                            | Ratchakan (там.)                     | Сония                    |
| 1998 | ф | В борьбе со злом           | Zor: Never Underestimate the Force   | Арти                     |
| 1999 | ф | Жена номер один            | Biwi No. 1                           | Рупал                    |
| 1999 | ф | Диверсант                  | Hindustan Ki Kasam                   | Прия                     |
| 1999 | ф |                            | Mudhalvan (там.)                     | камео                    |
| 1999 | ф | Только ты                  | Sirf Tum                             | Неха                     |
| 2000 | ф | В поисках брата            | Fiza                                 | камео                    |
| 2000 | ф | Время нового начала        | Aaghaaz                              | Судха                    |
| 2001 | ф | В мире грёз                | Bas Itna Sa Khwaab Hai…              | Лара Оберой              |
| 2001 | ф | Лидер                      | Nayak: The Real Hero                 | камео                    |
| 2001 | ф | Опасная сделка             | Kyo Kii… Main Jhuth Nahin Bolta      | Сонам                    |
| 2002 | ф | Тревожное ожидание         | Filhaal…                             | Сия Сетх                 |
| 2002 | ф | Я не могу тебя забыть      | Tumko Na Bhool Paayenge              | Мехак                    |
| 2002 | ф | Опасная игра               | Aankhen                              | Неха Шривастав           |
| 2003 | ф | Гордость                   | Pran Jaaye Par Shaan Na Jaaye        | Сушмита, (камео)         |
| 2003 | ф | Идеальные убийства         | Samay: When Time Strikes             | инспектор Малвика Чаухан |
| 2004 | ф | Давайте рассчитаемся       | Paisa Vasool                         | Бейби                    |
| 2004 | ф | Я рядом с тобой!           | Main Hoon Na                         | Чандни Чопра             |
| 2004 | ф |                            | Vaastu Shastra                       | Джилмил «Джил» В. Рао    |
| 2005 | ф | Кисна: Защищая свою любовь | Kisna: The Warrior Poet              | Найна Бегум              |
| 2005 | ф | Неверная                   | Bewafaa                              | Арти Сахаи               |
| 2005 | ф | Любовь творит чудеса       | Main Aisa Hi Hoon                    | адвокат Нити Синха       |
| 2005 | ф | Как я полюбил              | Maine Pyaar Kyun Kiya                | Найна                    |
| 2005 | ф |                            | It Was Raining That Night (бенг.)    | Айеша Рао                |
| 2006 | ф | Искра любви                | Chingaar                             | Басанти                  |
| 2006 | ф | Чужой                      | Alag: He Is Different…. He Is Alone… | камео                    |
| 2006 | ф | Жизнь в ритме рока         | Zindaggi Rocks                       | Крия Сенгупта            |
| 2007 | ф | Месть и закон наших дней   | Ram Gopal Varma Ki Aag               | Дурга Деви               |
| 2009 | ф | Карма                      | Karma, Confessions and Holi          | Мира Кохли               |
| 2009 | ф | Не беспокоить              | Do Knot Disturb                      | Киран Саксена            |
| 2010 | ф | Разыскивается жених        | Dulha Mil Gaya                       | Шимер Канхаи             |
| 2010 | ф | Нет проблем                | No Problem                           | Каджал                   |
| 2011 | ф | Ф.А.Л.Т.У                  | F.A.L.T.U                            | камео                    |
| 2015 | ф |                            | Nirbaak (бенг.)                      | женщина                  |

## Премии
IIFA Awards
- 2000 — Лучшая актриса второго плана — «Жена номер один»[6]

Filmfare Awards
- 2000 — Лучшая актриса второго плана — «Жена номер один»[5]

Star Screen Awards
- 2000 — Лучшая актриса второго плана — «Жена номер один»

Zee Cine Awards
- 2000 — Лучшая актриса второго плана — «Жена номер один»
- 2003 — Лучшая актриса второго плана — Filhaal

## Проекты
В 2010 году компания и продюсерский центр Сушмиты Сен Tantra Entertainment получил уникальные права на проведение конкурса красоты «Мисс Вселенная Индия 2010». Оригинальное название конкурса — «I AM SHE» (Я — это Она). По признанию команды Сушмиты, название больше походит на концепцию, но не на имя для fashion-шоу.
Конкурс уже состоялся — победительница Ушоши Сенгупта (Ushoshi Sengupta) — 23 августа 2010 года она представляла Индию на конкурсе красоты Мисс Вселенная.
В 2011 году «I AM She» расширила франшизу на ещё два конкурса красоты. Три финалистки «I AM She» представляют Индию на следующих конкурсах:
- Miss Globe International
- Miss Asia Pacific World
- Miss Universe

В 2011 году Парул Дуггал (Parul Duggal) стала вице мисс на Miss Globe International. Танви Сингла (Tanvi Singla) стала четвёртой на Miss Asia Pacific World. Что же касается Miss Universe 2011, то Васуки Сункавалли, представлявшая Индию на этом конкурсе — не вышла даже в полуфинал, к сожалению.
Однако год 2012 начался для Индии и «I AM She» с победы на конкурсе Miss Asia Pacific World, девушка с набора 2011 «I AM She» Himangini Singh Yadu стала победительницей. Последний конкурс прошёл в 2012 году, после чего Сушмита Сен объявила о его закрытии.